# Szervezett bűnözés
A szervezett bűnözés vagy a „bűnszervezetek” egy nemzetközi csoportosulása az erősen centralizált, bűnözők által működtetett vállalatoknak, illegális tevékenység és leggyakrabban monetáris nyereségszerzés céljából. Az Organized Crime Control Act (Egyesült Államok, 1970) úgy határozza meg a szervezett bűnözést, mint " Jogellenes tevékenységei [...] egy rendkívül szervezett, fegyelmezett egyesülésnek [...]".
A maffia az egy olyan fogalom, melyet számos bűnügyi szervezet leírására használnak szerte a világon. Az első szervezet, mely viseli ezt a minősítést, a Szicíliai Maffia volt, melynek tagjai Cosa Nostraként ismertek. Az Egyesült Államokban, a maffia általában az amerikai maffiára vonatkozik. Egyéb jelentős szervezetek is maffiaként jellemezhetőek, beleértve az orosz maffia, a kínai triádok, az albán maffia, az Ír Mob, a japán Yakuza, a nápolyi Camorra, a calabriai 'Ndrangheta, az indiai maffia, az Unione Corse, a szerb maffia és a bolgár maffia. Van még sok más maffia szervezet a világon, melyek nem kapcsolódnak semmilyen különös faji nézethez.
Egyes bűnözői szervezetek, mint például a terrorista szervezetek, politikailag motiváltak (lásd VNSA). Bandák melyek kellőképpen fegyelmezetté válnak ahhoz, hogy szervezettnek tartsák őket. Egy szervezett banda vagy bűnözők szintén nevezhetők „mobnak”. Egy szervezett csoportonkénti bűncselekmény elkövetésének a tényét, az Egyesült Államokban, a zsarolással azonosítják.

## Szervezeti és fogalmi háttér
„Ha inkább globálisan, mint inkább szigorúan helyi szinten nézzük, nyilvánvalóvá válik, hogy a szervezett típusú bűnözés még ha régről származtatható is, nem feltétlenül nemes származású. A gengszter kifejezés a korai 13. századi Indiához köthető, amikor gengszterek, vagy bűnöző bandák kóboroltak városról városra fosztogatni és rabolni. A csempészet és a kábítószer-kereskedelmi körök olyan régiek, mint a dombok Ázsiában és Afrikában, valamint a létező olaszországi és japán bűnszervezetek történelme több évszázadig követhető vissza ...”
Ma a bűnözés városi jelenségként ismert, de a történelem túlnyomó részében a falusi világ volt az, amit a bűnözés elnyomott. Kalózok, betyárok és rablók támadtak a kereskedelmi útvonalakra és közutakra, olykor súlyosan károsítva a kereskedelmet. Ezáltal növelve a költségeket, a biztosítási díjakat és az árakat. Paul Lunde kriminológus szerint, „a kalózkodás és a banditizmus az volt az iparosítás előtti világban, mint ami a szervezett bűnözés, a modern társadalomban.”
A szervezett bűnözés mélyen kapcsolódik a civilizálatlan rétegek integrálásából fakadó erkölcsi problémákhoz. A korai keresztény világ kételkedett a nemzetállamok jogosulatlan legitimitását illetően. St. Ágoston remek leírásában tolvajuralomnak, azaz tolvajláson alapuló államnak írta le őket.
Egy későbbi észak-afrikai író, Ibn Khaldun megfigyelte Tamerlane mongol vezér zsákmányszerző hadjáratait a 14. században, és kialakított egy államalakulat elméletet, ami a barbárok civilizált államok feletti időszakos hódításain alapszik. Gyorsan alkalmazkodtak a városi életnek köszönhetően, elveszítették a harcias tulajdonságaikat és feladták hódításaikat az újabb barbár hullámok érkezéséig.
Ahogy Lunde állítja, "a barbár hódítókra, akár vandálok, gótok, skandinávok, törökök vagy mongolok általában nem, mint szervezett bűnözői csoportokra gondolunk, mégis számos közös funkciójuk van a sikeres bűnszervezetekkel. Ők leginkább nem ideológiai, hanem főként etnikai alapon, használtak erőszakot és megfélemlítést, és ragaszkodtak a saját törvényeikhez."
Bár a középkori feudális urak általában nem foglalkoztak azzal, amit a modernek bűncselekményeknek tartanak (kivéve a rabló bárók, önmagukat megkoronázó viking kalandorok, zsoldosok és a "szabad vállalkozás" vezetők), a hierarchikus bíróságaik, az erőszak monopóliuma, az oltalom kiterjesztése a jobbágyaikra munkáért és a termés egy bizonyos hányadáért, szerkezetileg hasonlóak a klasszikusan vett szervezett bűnözői csoportokhoz, mint amilyen például a maffia. A modern világban nehéz különbséget tenni a korrupt és törvénytelen kormány és a szervezett bűnbandák között. Ezek a rendszerek jellegzetességei az újonnan függetlenné vált szovjet államoknak, akik az államapparátust a szervezett bűnözés ellenőrzésére, és saját céljaikra használják.[forrás?]

## Szervezett bűnözési dinamikák
Annak érdekében, hogy a bűnszervezet boldogulni tudjon, bizonyos mértékű támogatásra van szükség a társadalomtól, amelyben él. Így gyakran szükséges egyes köztiszteletben álló emberek korrumpálása és ezt leggyakrabban megvesztegetés, zsarolás útján érik el. Valamint úgy, hogy szimbiotikus kapcsolatot hoznak létre törvényesen működő vállalkozásokkal. Az igazságügyi és rendőrségi tisztviselők és a törvényhozók kiemelt célzottjai a szervezett bűnözés kontrolljának, megvesztegetések útján.
A szervezett bűnözés jellemzően akkor virágzik, amikor a központi kormányzat és a civil társadalom is szervezetlen, gyenge, hiányzik vagy nem megbízható. Ez akkor fordulhat elő, ha egy társadalom politikai, gazdasági vagy társadalmi zavarokkal néz szembe vagy átmeneti időszakokban, például a kormányváltás, illetve egy gyors gazdasági fejlődés, különösen, ha a társadalomban nincsenek erős intézmények és jogállamiság. A Szovjetunió összeomlása és az 1989-es Kelet-Európai forradalom eredményezte a bukását a kommunista blokknak, és a létrejöttét az új demokratikus rendszereknek, a régió szabad piaci kapitalizmusának, melyek táptalajt biztosítottak a szervezett bűnözésnek. A legtöbb ország piacait gazdasági zavar sújtotta, mert elárasztják a nyugati termékek, melyek kivételesen magas árakkal voltak tiltva a kommunista rezsimekben, valamint Kelet- Európában nem volt kereslet. Ez késztetett sokakat arra, hogy törvénytelenül szerezzenek pénzt, legtöbb esetben ezek mögött egykori titkosszolgálati és rendőri erők voltak, akik kifogytak a munkából.
Ilyen körülmények között a bűnszervezetek a bűnüldözéstől kevésbé tartva képesek működni és szolgálni a "fogyasztóikat" a rend és a kiszámíthatóság látszatával, amely egyébként nem áll rendelkezésre. Hasonló okok miatt, a szervezett bűnözés gyakran gyökeret ereszt számos országban, az etnikai közösségek, illetve egyéb társadalmilag marginalizált csoportok körében, akik esetleg nem bíznak a helyi kormányzatban és az ügynökeikben. Ez a bizalomhiány is a bűnszervezetek eltávolodását segíti attól a kockázattól, hogy a bűnüldözés együttműködő tanúkat találjon, valamint hogy ösztönözzék a közösség tagjait, hogy inkább bízzanak meg a bűnszervezetekben, mint a rendőri védelemben. A feketepiac létezése, akár piaci vagy jogi akadályoknak köszönhetően is mindinkább előmozdítják a bűnszervezetek kialakulását. Erre jó példa lehetne az Egyesült Államok tilalma alatt egyre növekvő szervezett bűnözés az 1920-as években.
A szervezetek törvényessé tételéhez szükséges mindennapi papírmunka hiányában, a bűnszervezetek általában sokkal könnyebben kifejlődnek, és átszerveződnek, amikor felmerül az igény. Gyorsan tőkét kovácsolnak az újonnan megnyílt piacokon, és gyorsan újjáépítik magukat egy más köntösben, amikor elcsípik őket a hatóságok. Ez különösen igaz a szervezett csoportokra, melyek részt vesznek az emberkereskedelemben.
Az újabban növekvő ágazata a szervezett bűnözésnek a személyazonosság ellopása és az online zsarolás. Ezek a tevékenységek aggasztóak, mert elveszik a fogyasztók kedvét az internet használatától és az e-kereskedelemtől. Az e-kereskedelem arra volt hivatott, hogy kiegyenlítse a játékteret a kis-és nagyvállalatok között, de az online szervezett bűnözés növekedése következtében az ellenkező hatást váltotta ki. A nagy vállalatok képesek megfizetni a nagyobb sávszélességet (hogy ellenálljanak az elosztott szolgáltatásmegtagadással járó támadásának- DDoS) a kiválóbb biztonságért. Ráadásul a bűnszervezetek internet használatát, sokkal nehezebb nyomon követni a rendőrségnek (annak ellenére, hogy egyre inkább telepítik a netrendőrségeket), mióta a legtöbb rendőri erő és a rendvédelmi szervek a helyi vagy nemzeti joghatóság keretében működnek, noha az internet megkönnyíti a bűnszervezetek határokon átívelő működését, ezek észlelése nélkül.
A múltban a bűnszervezetek terjeszkedési igényük alapján határozták meg magukat. Ez tette őket konkurensekké. Ez a versengés, ami gyakran vezetett erőszakhoz, értékes erőforrásokat használ, mint az emberi erő (akár meghalt vagy börtönbe került), felszerelések és pénz. Az Egyesült Államokban, az ír Mob-os főnöke a Winter Hill Gang-nek (az 1980-as években) a Szövetségi Nyomozóiroda (FBI) informátora lett. Ő ezt a helyzetet arra használta, hogy megszüntesse a versengést és megszilárdítsa a hatalmat Boston városán belül, mely több jelentős bűnöző alak bebörtönzéséhez vezetett, beleértve Gennaro "Jerry" Anguilo-t a Patriarca bűnöző család második emberét. Belharc néha előfordul egy szervezeten belül, mint például az 1930-31-es Castellammaresei háború és a bostoni ír Mob háborúi az 1960-as és 1970-es években.

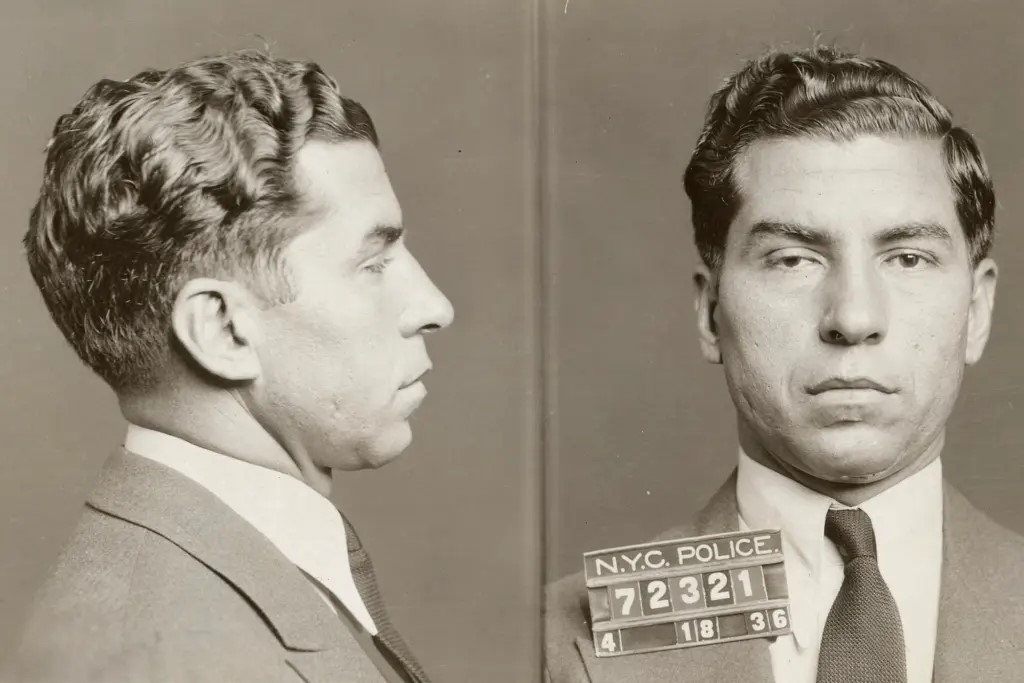
Lucky Luciano, olasz-amerikai bandafőnök 1936-ban

Ma a bűnszervezetek egyre inkább együtt dolgoznak, ráébredve arra, hogy jobb együttműködni, mint versengeni egymással. Ez vezetett, a globális bűnszervezetek növekedéséhez, mint a Mara Salvatrucha és az 18th Street gang. Az USA-ban lévő olasz-amerikai maffia kapcsolatban van Olaszországi szervezett bűnözői csoportokkal, mint például a Camorra, a 'Ndrangheta, a Rancitelli és a Sacra Corona Unita. A Cosa Nostra is köztudottan együttműködik az ír Mobbal (John Gotti a Gambino családból és James Coonan a Westiesből együtt dolgoztak, miután a Gambino család hatalomra segítette Coonant, a Westies egy védelmi csoportként működött a Gambino családnak), a japán Yakuza az orosz maffiával. Az FBI becslése szerint a globális szervezett bűnözés évi 1 billió dollárt keres.
Ez a növekedés a bűnszervezetek közötti együttműködésben azt jelentette, hogy a bűnüldöző szerveknek is egyre inkább együtt kellene dolgozniuk. Az FBI működtet egy szervezett bűnözési részleget a washingtoni főhadiszállásáról és ismeretes, hogy együttműködik más nemzeti (például a Polizia di Stato, az orosz Szövetségi Biztonsági Szolgálat (FSZB) és a Royal Canadian Mounted Police), szövetségi (pl. az alkohollal, dohánnyal, tűzijátékkal, robbanószerekkel foglalkozó Iroda, Drug Enforcement Administration, United States Marshals Service valamint az Egyesült Államok parti őrség), állami (pl. a Massachusetts Állami Rendőrség Különleges Vizsgálati egység és a New York-i állami rendőrség bűnügyi Nyomozó Iroda) és városi (pl. a New York-i Rendőrkapitányság szervezett bűnözés elleni hivatala, a Los Angeles Rendőrkapitányság Különleges Műveleti Osztálya) bűnüldöző szervekkel.

## Híres bűnszervezetek
Talán a legismertebb bűnszervezetek a szicíliai és az amerikai Cosa Nostra, közismert nevén a Maffia. A Neopolitan Camorra, a calabriai 'Ndrangheta Apuliai és a Sacra Corona Unita hasonló olasz szervezett bűnözői csoportok. Más szervezett bűnözői vállalkozások közé tartozik az orosz maffia, a szerb maffia, az izraeli maffia, az albán maffia, a mexikói és a kolumbiai kábítószer kartellek, az indiai maffia, a kínai triádok, a kínai Tongs, az ír Mob, a korzikai maffia, a japán Yakuza, a jamaicai-brit Yardies, a török maffia, a macedón maffia és más bűnözői szindikátusok. Egy alacsonyabb szintjén a bűnözési táplálékláncnak sok utcai banda van, mint például a Sureños, Nortenos, Latin Kings, Gangster Disciples, Vice Lords, Bloods és a Crips. A bűnszervezetek működhetnek a börtönön belül és kívül egyaránt, mint például a mexikói maffia, Folk Nation, és a brazil PCC. Motoros bandák, mint például a Hells Angels is, részt vesznek a szervezett bűnözésben.

## Emberi jogok törvénye
Az emberi jogok törvényében egy másik értelmezése is létezik a "bűnszervezet" kifejezésnek, és olyan szervezetre utal, amelyet emberiség elleni bűntettben találtak bűnösnek. Miután egy szervezet elhatározta, hogy bűnszervezet lesz, csak egyet kell bizonyítania, hogy a tag a szervezethez tartozik, és nem azt, hogy ténylegesen egyénileg elkövetett jogellenes cselekményeket.
A bűnözői szervezeteknek ez a koncepciója a nürnbergi per alatt jött létre. A náci Németországban több társadalmi szervezet, mint az SS és a Gestapo bűnszervezetként voltak elítélve, míg más szervezetek, mint például a német hadsereg főparancsnoksága ellen vádat emeltek, de felmentették a vádak alól.
Ez a felfogás a bűnszervezetekről jelenleg is, és továbbra is ellentmondásos, és nem használják az emberi jogok törvényében a nürnbergi per óta.

## Az ideológiai bűnözés
A hagyományosnak tekinthető szervezett bűnözés mellett, amely olyan bűncselekményeket foglal magába, mint a szélhámos átverések, csalások, zsarolás és más, a Racketeer Influenced and Corrupt Organizations Act (RICO) által kimondott cselekmények, melyek a pénzszerzésben motiváltak, van nem hagyományos szervezett bűnözés, mely politikai vagy ideológiai elfogadottságért áll harcban. Az ilyen bűnözői csoportok gyakran terrorista szervezetként vannak besorolva, olyanok mint az Al-Kaida, az Animal Liberation Front, az Earth Liberation Front, a Hamas, a Hezbollah, az Ír Köztársasági Hadsereg, a Lashkar e Toiba, a Kolumbiai Forradalmi Fegyveres Erők, a Symbionese Felszabadító Hadsereg, a tálibok, valamint a Weatherman Underground.

## Jellemző tevékenységek
A szervezett bűnözés gyakran rászed különböző vállalkozásokat zsarolással, illetve lopással és csalással, mint például teherautók eltérítése, rablás, csőddel kapcsolatos csalás elkövetése, biztosítási csalás, illetve tőke csalás (belső kereskedelem). A szervezett bűnözői csoportok embereket is rászednek, úgymint autólopás (vagy bontásra az "alkatrész üzletekben", vagy exportra), műkincs lopás, bank rablás, betörés, ékszer rablás, számítógép hackelés, hitelkártya csalás, sikkasztás, személyazonosság-lopás és részvény manipulálás(felértékelés-leértékelés).
Néhány szervezett bűnözői csoport a nemzeti, állami, vagy a helyi önkormányzatokkal szemben csal, például állami projektek versenyen kívüli megszerzése, pénzhamisítás, csempészet, hamisított alkohol (illegális kereskedelem) vagy cigaretta gyártása, és bevándorló munkások alkalmazása (hogy elkerüljék az adózást).
A szervezett bűnözői csoportok törekednek arra, hogy találjanak korrupt köztisztviselőket végrehajtói, bűnüldözői és igazságszolgáltatási szerepekben annak érdekében, hogy elkerüljék, de legalábbis korai figyelmeztetést kapjanak a nyomozásról és a büntetőeljárásról.
A szervezett bűnözői csoportok egy sor illegális szolgáltatást és terméket nyújtanak, mint például uzsorapénz nagyon magas kamatokkal, gyilkosság, zsarolás, bombatámadások, fogadások és illegális szerencsejáték, szélhámos trükkök, szerzői jog megsértése, szellemi tulajdon hamisítása, emberrablás, prostitúció, kábítószer-kereskedelem, fegyverkereskedelem, olaj csempészet, szervkereskedelem, bérgyilkosság, személyazonosító okirat-hamisítás, mérgező hulladékok illegális lerakása, nukleáris anyagok illegális kereskedelme, katonai felszerelések csempészete, nukleáris fegyverek csempészet, útlevél hamisítás (mely elősegíti az illegális bevándorlást és az olcsó munkaerőt), embercsempészet, veszélyeztetett fajok kereskedelme, valamint az emberkereskedelem. A szervezett bűnözői csoportok csinálnak még egy sor gazdasági és munkaügyi zsarolási tevékenységet, mint a kaszinók nyereségének lefölözése, bennfentes kereskedés, monopóliumok felállítása különböző iparágakban, mint a szemét gyűjtése, az építőiparban, lefizetések, látszat munkahelyek, pénzmosás, politikai korrupció, megfélemlítés és rasszizmus.

## A szervezett bűnözés helyzete Magyarországon
A fentiekben leírt főbb elemek tipikusan jellemzik a magyarországi viszonyokat. Az ország alapvetően mindig éllovas volt a szervezett bűnözés mértékét tekintve, és ez leginkább a tranzit ország mivoltának köszönhető. Ez azt jelenti, hogy a Kelet-Európai és a nyugati világ Magyarországon keresztül bonyolítja alvilági kereskedelmét. Ez a tendencia az évek során folyamatosan erősödik.
A bűnözői csoportok egyre agresszívebb módon próbálják meg növelni területüket. Nem riadnak vissza semmitől, ha a hatalomról van szó. A 21. században ennek ellenére megfigyelhető némi együttműködés is , mert felismerték, hogy együtt könnyebb. Az együttműködés globális szintre emeli az egész rendszert. A klasszikus technikák még megmaradtak. Azaz kulcsfontosságú szerepe van az államigazgatási szféra és más területeken lévő kapcsolatoknak. Ezek a bűnözők képesek megfizetni az igen kvalifikált, jogi, pénzügyi, igazságszolgáltatási tapasztalatokkal rendelkező szakértőket, akik állami szinten is támogatást tudnak nyújtani a szervezeteknek. Sokan választják azt a megoldást, hogy egy legálisnak látszó szervezet mögé bújnak és ezáltal próbálnak meg nyereséget szerezni vagy pénzeket tisztára mosni, sok esetben áfát csalni.
Az Európai Unió révén csatlakoztunk a Schengeni övezethez és ezáltal még inkább kritikus a helyzet. A korábban meghatározónak mondható magyar-orosz, magyar ukrán kapcsolatok kiszínesedtek és mára majdnem tíz különböző nemzetiségű bűnszervezet van jelen, többek között arab, török, ukrán, albán, kínai. A jövedelemszerzés fő forrása jelenleg is a csempészet. Változó arányban lehet kábítószer-, cigaretta-, alkohol- és embercsempészet. Mivel az ország átlépésével már szabad út nyílik az egész EU-ba megnövekedett az állami projektekbe való begyűrűzés amellyel hatalmas támogatási összegeket tudnak szerezni az álca vállalatok.

## Szervezett Bűnözés Elleni Koordinációs Központ
Magyarországon a szervezett bűnözés ellen legaktívabban fellépő intézmény a Szervezett Bűnözés Elleni Koordinációs Központ (SZEBEK).
A Központ a bűnöző csoportok, bűnszervezetek feltérképezésével, egymáshoz való viszonyuk elemzésével, azok jogellenesen megszerzett javainak legalizálását szolgáló gazdálkodó szervezetek, vállalkozások működésének felmérésével, értékelésével az ilyen szervezetek struktúrájának szétzilálását, bomlasztását is elősegíti, elemzéseivel egyben segítséget nyújt a szervezett bűnözés elleni kormányzati döntések meghozatalához.
A Központ állománya az együttműködő szervektől az Országos Rendőr-főkapitányság, a Rendvédelmi Szervek Védelmi Szolgálata, a Vám- és Pénzügyőrség, a Nemzetbiztonsági Hivatal, az Információs Hivatal, a Nemzetbiztonsági Szakszolgálat, a Katonai Biztonsági Hivatal a Katonai Felderítő Hivatal és a Legfőbb Ügyészség (külön együttműködés alapján) határozatlan időre vezényelt, hivatásos állományú munkatársakból és köztisztviselőkből áll, munkavégzésük egyéb tekintetében a szervek vezetői között megkötött együttműködési megállapodások és a Központ belső szabályzói alapján teljesítik szolgálatukat.

## Fordítás
- Ez a szócikk részben vagy egészben az Organized crime című angol Wikipédia-szócikk fordításán alapul.  Az eredeti cikk szerkesztőit annak laptörténete sorolja fel. Ez a jelzés csupán a megfogalmazás eredetét és a szerzői jogokat jelzi, nem szolgál a cikkben szereplő információk forrásmegjelöléseként.